# Темпест (класс гоночных яхт)
Темпест (англ. Tempest) — килевая, гоночная яхта-монотип с трапецией, международного класса. Экипаж — 2 человека.

## История
Яхта была спроектирована Яном Проктором.
На Олимпиадах 1972 и 1976 годов класс входил в программу игр по парусному спорту. После 1976 года был выведен из олимпийской программы:

…американцы поняв, что европейское преимущество в этом классе подавляющее, пролоббировали и вернули в олимпийскую программу вместо «Темпеста» — современной яхты с трапецией и спинакером, «Звездник», который современным и скоростным ну уж никак не назовешь. — Владислав Акименко, интервью. ВФПС (5 марта 2013). Дата обращения: 18 октября 2016. Архивировано из оригинала 19 октября 2016 года.
Численность флота «Темпестов» в СССР за всё время не превышала пяти лодок.

## Призёры Олимпийских игр
| Место | Страна         | Золото | Серебро | Бронза | Всего |
| ----- | -------------- | ------ | ------- | ------ | ----- |
| 1     | СССР           | 1      | 1       | 0      | 2     |
| 2     | Швеция         | 1      | 0       | 0      | 1     |
| 3     | Великобритания | 0      | 1       | 0      | 1     |
| 4     | США            | 0      | 0       | 2      | 2     |
|       |                | 2      | 2       | 2      | 6     |

## Выдающиеся достижения отечественных яхтсменов в классе «Темпест»
- 1972 год, Олимпийские игры, Валентин Манкин и Виталий Дырдыра — золотые медали
- 1973 год, чемпионат мира, Неаполь, Валентин Манкин и Владислав Акименко — золотые медали (первые в истории СССР на чемпионатах мира по парусному спорту).
- 1976 год, Олимпийские игры, Валентин Манкин и Владислав Акименко — серебряные медали.

## Ссылки

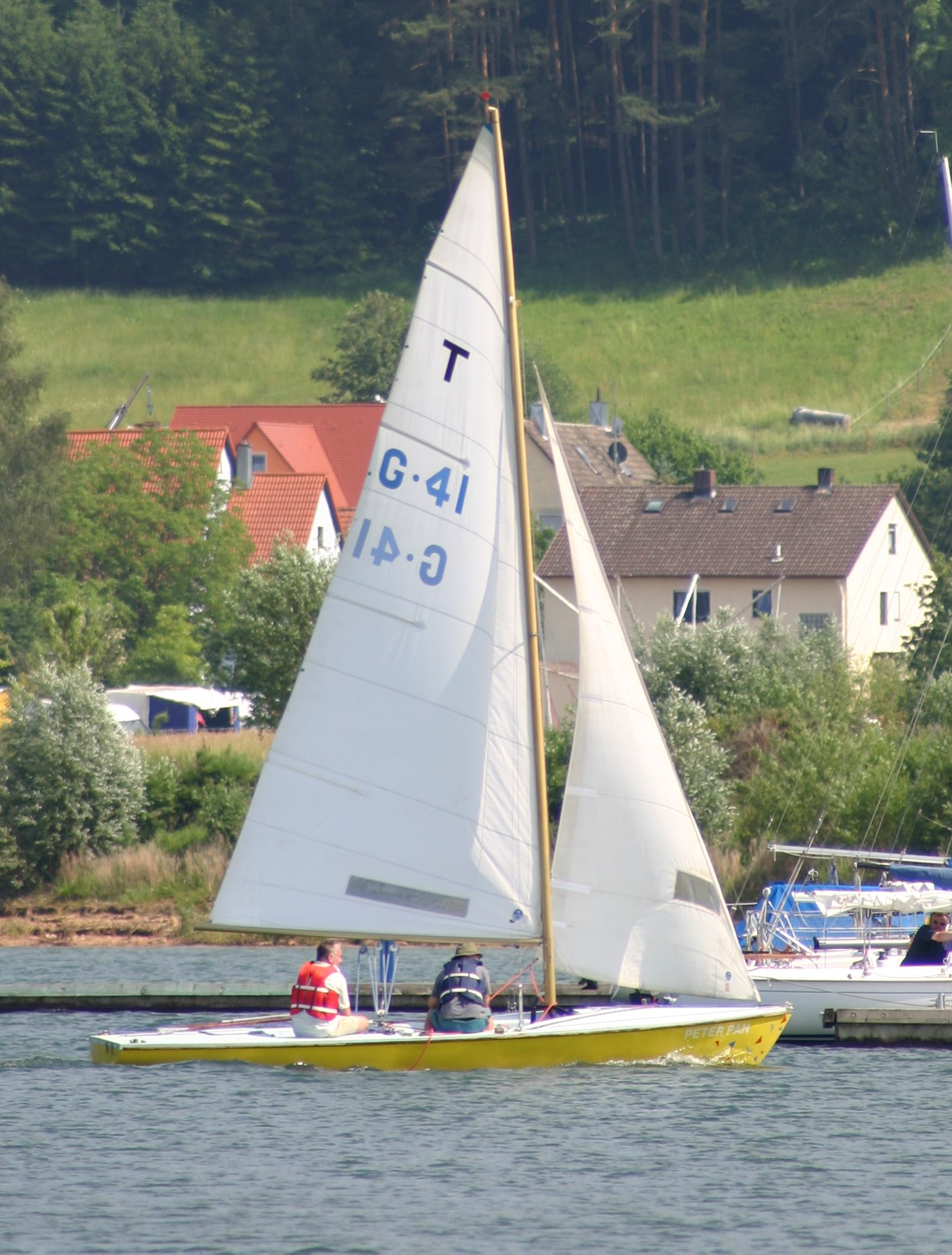
Яхта класса «Темпест»